# Acantholipes juba
Acantholipes juba is een vlinder van de familie van de spinneruilen (Erebidae), van de onderfamilie van de Erebinae. De wetenschappelijke naam van deze soort is voor het eerst gepubliceerd door Charles Swinhoe in een publicatie uit 1902.
De soort komt voor in Australië.